# Martin van Steen
Martin van Steen (né le 8 novembre 1969 à Oosterhout dans le Brabant-Septentrional aux Pays-Bas) est un coureur cycliste néerlandais, professionnel de 1993 à 2001.

## Palmarès
- 1990
  - Grand Prix de Waregem
  - 2e de Romsée-Stavelot-Romsée
- 1991
  - 5eb étape du Circuit franco-belge
  - 4e et 6e étapes du Teleflex Tour
  - 3e de l'Omloop Houtse Linies
- 1992
  - Hel van het Mergelland
  - Teleflex Tour :
    - Classement général
    - 3e étape

  - 5ea étape du Tour de Liège
  - 5e étape du Tour du Hainaut
  - 2e du Tour du Hainaut
  - 2e du Ronde van Zuid-Oost Friesland
  - 3e de Seraing-Aix-Seraing
  - 3e du Tour de Hollande-Septentrionale
- 1993
  - 4e étape de la Milk Race
  - Tour d'Overijssel
  - 3e de Hasselt-Spa-Hasselt
  - 7e de Paris-Tous
- 1994
  - 2e du Circuit du Meetjesland
  - 10e de Paris-Tours
- 1997
  - Gand-Wervik
  - Prologue du Tour de Hesse (contre-la-montre par équipes)
  - 2e de l'Omloop Houtse Linies
  - 2e du Tour de Tarragone
  - 3e du PWZ Zuidenveld Tour
  - 3e de la Flèche namuroise
- 1998
  - 3e du Circuit de Campine
- 1999
  - 2e du Tour de Drenthe
- 2000
  - 3e d'À travers Gendringen
- 2001
  - Circuit du Pays de Waes
- 2002
  -  Champion des Pays-Bas des élites sans contrat
  - Dorpenomloop Rucphen
  - 2e étape du Tour de Liège
- 2003
  - 3e du championnat des Pays-Bas des élites sans contrat

## Résultats sur les grands tours

### Tour d'Italie
2 participations
- 1996 : abandon (13e étape)
- 2000 : abandon (13e étape)

### Tour d'Espagne
1 participation1
- 1995 : 92e